# Sociedad en forma de M
La Sociedad en forma de M (M型社會) la encontramos en los escritos de William Ouchi - "La Sociedad en forma de M: ¿Cómo el equipo estadounidense puede recuperar la ventaja competitiva."
Sociedad en forma de M (M 型 社會) es un término acuñado por el economista y estratega corporativo japonés Kenichi Ohmae (大 前 研 一) (1943–). Según su observación, Ohmae argumentó que la estructura de la sociedad japonesa ha emergido en una distribución en "forma de M". Se refiere a una sociedad polarizada entre los ricos extremos y los pobres extremos.

## Teoría
En una sociedad moderna bien desarrollada, la distribución de clases se encuentra en un patrón de "distribución normal", y la clase media forma el grueso de la sociedad.
Sin embargo, en el surgimiento de la 'sociedad en forma de M', la clase media en una sociedad desaparece gradualmente. Con el avance y la consecuencia de la globalización (para bien o para mal), la clase media se asimila gradualmente a cada lado. El grueso de la sociedad ya no es la clase media. El nombre se deriva cuando se grafica la distribución de la clase, se forma una forma de M distinta para denotar los dos extremos, con la clase media reduciéndose y desapareciendo gradualmente. Muy pocas personas en esta clase media pueden ser capaces de subir la escalera y ser parte de la clase alta, mientras que la mayoría de la clase media irá gradualmente hacia el grupo de menores ingresos.
Lo que es peor, parece que la escalera social ascendente ha desaparecido: las oportunidades y la competencia justa son cada vez menos. Las personas de la clase baja ya no pueden subir en la escala: no pueden obtener un trabajo bien remunerado o tener un empleo estable, incluso si tienen un alto nivel de educación.

## Cambio de época. Destrezas necesarias en elsigloXXI
En la segunda mitad del siglo XX, una vez que los padres o abuelos inmediatos habían hecho el trabajo de base necesario para crear las circunstancias y diseñar las oportunidades, la persona que nació en el lugar correcto y el momento adecuado con las circunstancias adecuadas aprovechó sus circunstancias para formar parte de la clase media, una teoría presentada por Alvin Toffler, autor de Future Shock. Para aquellos que nacieron aproximadamente entre 1980 y los primeros años de 2000, sus padres los criaron con creencias y una experiencia escolar adecuada para la Segunda Ola de la Era Industrial.

### Educación inadecuada
Es posible que la escolarización de esta última generación del siglo XX no sea adecuada para la economía del siglo XXI. La compensación fue de autodirección por obediencia, juego por trabajo de memoria, pensamiento lateral por conformidad, por lo que los formados en esa época serán incapaces de producir los activos requeridos de la economía del siglo XXI como se describe en A Whole New Mind de Daniel H. Pink y El líder en mí de Covey y las Cinco mentes para el futuro de Howard Gardner. Aquellos que midieron su inteligencia únicamente en las aptitudes académicas se centrarían en desarrollar una aptitud para memorizar y calificar para los exámenes, descuidando otras habilidades innatas que puedan tener. Debido a que se necesitan años para adquirir una profesión o el dominio de cualquier habilidad, los nacidos entre 1980 y principios del siglo XXI pueden haber perdido la oportunidad de desarrollar talentos que se adapten mejor a sus vidas. 

### Uso de las nuevas tecnologías
Al mismo tiempo, el uso de la tecnología es muy desigual, por lo que les da a las personas de ciertas partes del mundo la ventaja de superar a otros en su propio dominio de sus talentos al aprovechar las herramientas y la información de Internet. Por ejemplo, un niño de clase media de 12 años en Taiwán, Corea, Japón o incluso Singapur tendría la ventaja de crecer pudiendo dar por sentado disponer de Internet de alta velocidad y poder pagarse una computadora portátil propia aparte de los juguetes electrónicos. Estos niños trabajarán en su competencia en el uso de la tecnología, pudiendo mantenerse al día mientras adquieren las habilidades de recopilación de conocimientos en Internet y aprenden mediante prueba y error cómo validar, aprovechar y resolver problemas con ese conocimiento.

### Espíritu colaborativo
Además, al familiarizarse a temprana edad con las herramientas de colaboración (wikis, marcadores, foros), comunicación (Skype, Google Wave, Twitter) y redes sociales, obtendrán la madurez para cuando lleguen a la adolescencia y apreciarán la diferencia entre comportamientos arriesgados y beneficiosos al interactuar en un mundo transparente.
No es difícil imaginar que a medida que avanzamos hacia la personalización y nos convertimos en una sociedad prosumidora, aquellos que no tienen las habilidades o el conocimiento para producir algo de valor para la sociedad caerán en una gran desesperación económica. Un niño sin educación de la escuela del siglo XX pero que pasó su infancia siendo autodirigido, pensando, explorando y creando puede terminar con una gran ventaja sobre un niño que ve el trabajo no como creación sino como dificultades y que ha sido condicionado a ver el aprendizaje como memorización para puntuar por un título.
A medida que las sociedades del siglo XXI avanzan hacia un mundo donde la transparencia, la confianza, la credibilidad, la ética, la paz, la igualdad y el diseño son altamente valorados, existe la expectativa de que otros miembros contribuyan de igual manera. Para la mayoría de las personas nacidas en las últimas décadas del siglo XX, el aprendizaje no se trata de autodirigir o de hacer del mundo un lugar mejor. El aprendizaje consistía en calificar para los exámenes y derrotar a otros a menudo injustamente para poder avanzar en la vida. A medida que aumenta el ritmo de aprendizaje y cambio para aquellos que tienen las habilidades, es posible que no puedan dedicar tiempo o asociarse con personas que no poseen las mismas habilidades. La división entre los que tienen y los que no tienen será sobre la distribución de conocimientos y habilidades. Estos conocimientos y habilidades propician una mayor creación de riqueza para las 5 Mentes del futuro.
Se está formando rápidamente una nueva forma de red más poderosa, la Sabiduría de las Multitudes formada por individuos, no muy diferentes de los individuos que componen Wikipedia, quienes formarán el rostro del siglo XXI. Estas redes dan gran importancia a la meritocracia, la integridad, la autodirección, la creatividad y la transparencia. Ellos compartirán y enseñarán a personas como ellos, dentro de sus redes y comunidades virtuales y cara a cara, con o sin dinero como su motivación.
Para aquellos con creencias de la era industrial, hacer cosas gratis o aprender por aprender no tiene sentido. En un mundo futuro donde Libre es un nuevo modelo de negocio, el valor de la riqueza puede pasar del dinero físico a los intercambios percibidos de contribución o valor de una comunidad / individuo.

## El mundo actual
La desigualdad de ingresos se mide por el llamado coeficiente de Gini (entre el valor de 0 y 1), y generalmente se considera que 0.2 y menos es más igualdad y 0.6 o más es más desigualdad, siendo 0.4 la "línea roja de advertencia".
Las personas en la mitad inferior de esta desigualdad de ingresos experimentarán un deterioro en el nivel de vida. Pueden enfrentarse al desempleo o salarios más bajos. Gradualmente, solo pueden vivir de la manera en que viven las clases más bajas: por ejemplo, tomar autobuses en lugar de conducir su propio automóvil, recortar su presupuesto para las comidas en lugar de comer en mejores restaurantes, gastar menos en bienes de consumo, etc.

### El caso de Taiwán
En un artículo en el China Post, el 4 de septiembre de 2008, se informa que en TAIPEI, Taiwán, su sociedad ha avanzado hacia convertirse en una sociedad en forma de M en 2007, con los segmentos de ingresos más altos y más bajos del país creciendo a nuevos máximos, según un informe estadístico del gobierno.
El informe elaborado por la Dirección General de Presupuesto, Contabilidad y Estadísticas (DGBAS) del Gabinete dijo que el número de personas con un ingreso anual de al menos NT $ 2 millones (US $ 63.091) rompió la marca de 100.000 por primera vez. Para alcanzar un récord de 101.554.
Por otro lado, el número de personas que ganaron menos de NT $ 200.000 en 2007 alcanzó los 1,23 millones, un máximo de cinco años, según el informe de la DGBAS. Si bien solo 0,8 de cada 100 residentes locales ganaron NT $ 2 millones o más, el número de personas en este "club de hombres ricos" aumentó en un 12,5 por ciento, en comparación con el año anterior. Mientras tanto, 7.072 personas más tenían ingresos anuales inferiores a NT $ 200.000 que en 2007, un aumento interanual del 0,5 por ciento. Marcó el segundo año consecutivo en que aumentó el número de personas en el grupo con ingresos más bajos.
Al señalar que la creciente brecha entre ricos y pobres es una tendencia mundial general, un funcionario del DGBAS dijo que Taiwán no era una excepción. Cuando los 7,41 millones de hogares de Taiwán se dividieron en 10 niveles según el ingreso anual en 2007, los 740.000 hogares más ricos tenían un ingreso disponible de aproximadamente NT $ 1,67 millones, aproximadamente 5,2 veces el ingreso disponible promedio de NT $ 320.000 de los 740.000 hogares más bajos.
La brecha fue la tercera más alta, solo después de las 5,33 veces de 2001 y de 5,25 veces de 2006. Aún puede haber un progreso notable en el desarrollo económico, el PNB aún puede aumentar, todavía puede haber un crecimiento económico y el salario promedio nacional todavía puede aumentar. Sin embargo, el aumento de la riqueza en este crecimiento puede concentrarse en los bolsillos de las pocas personas ricas en la sociedad. De hecho, las masas no pueden beneficiarse del crecimiento, y su nivel de vida está en declive.

### El consumismo
También el comportamiento más frecuente que contribuye a la brecha de ingresos es el consumismo. Con las redes sociales y la globalización, todos están más conectados que nunca, lo que permite que un determinado producto alcance su presencia masiva con mayor facilidad. Esto es especialmente cierto para las grandes corporaciones con un gran presupuesto para publicidad y marketing. Al condicionar la mente de todos a solo comprar cosas que se deprecian (productos de estilo de vida), pocos comprarán activos que crecerán en valor. Al cambiar la mentalidad de los consumidores a través de la publicidad, el mercado masivo seguirá instintivamente lo que se denomina normal. Por ejemplo, el oro tiene verdadero valor, pero debido a su alto costo, los productores de joyería mezclaron metales más baratos y lo comercializaron como la joyería más cara (es decir, el oro blanco). 
En realidad, lo que está sucediendo es que el mercado masivo continuará comprando y contribuyendo a la riqueza de unos pocos. Estos pocos continuarán reinvirtiendo y el dinero continuará manteniéndose dentro de los ricos. Incluso para la clase media acomodada, si continúa comprando artículos sin valor, en el momento en que pierda su fuente de ingresos, se volverá pobre como lo haría si no tiene ahorro. Dicha tendencia es común en países bien desarrollados, donde los activos que lo harán rico (por ejemplo, la propiedad) ya se han vuelto demasiado caros para comprarlos. Un privilegio solo para los ricos. Entonces, en lugar de ahorrar para comprar tales activos, el mercado masivo ha optado por ignorarlos pero continúa comprando artículos de consumo de estilo de vida.